# Departamento Federal de Asuntos Exteriores
El Departamento Federal de Asuntos Exteriores (DFAE) (en alemán Eidgenössisches Departement für auswärtige Angelegenheiten (EDA), en francés Département fédéral des affaires étrangères (DFAE), en italiano Dipartimento federale degli affari esteri (DFAE)) es uno de los siete departamentos o ministerios del Consejo Federal de Suiza. 
La tarea del DFAE es salvaguardar los intereses de Suiza y en sus activos extranjeros. Para ello resulta fundamental en la política exterior suiza, cuya misión se define en el artículo 54, párrafo 2 de la Constitución Federal, que dice: 
"La Confederación se centra en la salvaguarda de la independencia y la prosperidad de Suiza; ella contribuye especialmente a aliviar las poblaciones necesitadas y a luchar contra la pobreza, así como a promover el respeto de los derechos humanos, la democracia, la coexistencia pacífica de los pueblos y la conservación de los recursos naturales."
El Consejo Federal formuló los objetivos también en el informe de Política Exterior 2000. Las cinco tareas principales son:
- El respeto y la promoción de la seguridad y la paz
- Promover los derechos humanos, la democracia y el Estado de Derecho
- Promover el bienestar
- Reducir los conflictos sociales
- Proteger los recursos naturales

## Cambios en su denominación
El DFAE se llamaba en un principio "Departamento Político" (DP) y los respectivos presidentes se hacían cargo del departamento durante un año (tiempo de un mandato). En 1888, el Departamento de Numa Droz cambió y adoptó el nombre de "Departamento de Asuntos Exteriores". Droz dirigió el Departamento cinco años, seguido por Adrien Lachenal, durante tres años, tras lo cual se volvió al sistema anterior de un año. Desde 1914, el Departamento Político funciona como los demás departamentos federales. En 1979 el departamento tomó su nombre actual.

## Competencias
- Secretariado General.
  - Presencia Suiza.
- Secretariado de Estado.
  - Protocolo.
  - Centro de gestión de crisis.
- Direcciones y divisiones.
  - Dirección política (DP).
    - División Europa, Asia central, Consejo de Europa, OSCE (DEACO).
    - División Américas (DAM).
    - División Medio Oriente y África del Norte (DMOAN).
    - División Asia y Pacífico (DAP).
    - División África Subsahariana y Francofonía (DASF).
    - División Naciones Unidas y organizaciones internacionales (DOI).
    - División Seguridad Humana (DSH).
    - División Política de Seguridad (DPS).
    - División Políticas Exteriores Sectoriales (DPES).
    - Secretariado político (SEE).

  - Dirección de Asuntos Europeos (DAE).
  - Dirección del desarrollo y de la cooperación DDC/DEZA (COSUDE).
  - Dirección Consular (DC)
  - Dirección del Derecho Internacional Público (DDIP).
    - División I: Derechos humanos, derecho internacional humanitario, justicia penal internacional, derecho diplomático y consular.
    - División II: Derecho internacional público, tratados internacionales, derecho de vecindad.
    - Oficina del Embajador en misión especial para la aplicación del derecho internacional humanitario.
    - Oficina suiza de navegación marítima.

  - Dirección de gestión de recursos (DR).

## Consejeros federales jefes del departamento
| - 1848–1849: Jonas Furrer - 1850: Daniel-Henri Druey - 1851: Josef Munzinger - 1852: Jonas Furrer - 1853: Wilhelm Matthias Naeff - 1854: Friedrich Frey-Herosé - 1855: Jonas Furrer - 1856: Jakob Stämpfli - 1857: Constant Fornerod - 1858: Jonas Furrer - 1859: Jakob Stämpfli - 1860: Friedrich Frey-Herosé - 1861: Josef Martin Knüsel - 1862: Jakob Stämpfli - 1863: Constant Fornerod - 1864: Jakob Dubs - 1865: Karl Schenk - 1866: Josef Martin Knüsel - 1867: Constant Fornerod - 1868: Jakob Dubs - 1869: Emil Welti - 1870: Jakob Dubs - 1871: Karl Schenk - 1872: Emil Welti | - 1873: Paul Cérésole - 1874: Karl Schenk - 1875: Johann Jakob Scherer - 1876: Emil Welti - 1877: Joachim Heer - 1878: Karl Schenk - 1879: Bernhard Hammer - 1880: Emil Welti - 1881: Numa Droz - 1882: Simeon Bavier - 1883: Louis Ruchonnet - 1884: Emil Welti - 1885: Karl Schenk - 1886: Adolf Deucher - 1887–1892: Numa Droz - 1893–1896: Adrien Lachenal - 1897: Adolf Deucher - 1898: Eugène Ruffy - 1899: Eduard Müller - 1900: Walter Hauser - 1901: Ernst Brenner - 1902: Josef Zemp - 1903: Adolf Deucher - 1904: Robert Comtesse | - 1905: Marc-Emile Ruchet - 1906: Ludwig Forrer - 1907: Eduard Müller - 1908: Ernst Brenner - 1909: Adolf Deucher - 1910: Robert Comtesse - 1911: Marc-Emile Ruchet - 1912: Ludwig Forrer - 1913: Eduard Müller - 1914–1917: Arthur Hoffmann - 1917: Gustave Ador - 1918–1919: Felix-Louis Calonder - 1920–1940: Giuseppe Motta - 1940–1944: Marcel Pilet-Golaz - 1945–1961: Max Petitpierre - 1961–1965: Friedrich Traugott Wahlen - 1966–1970: Willy Spühler - 1970–1978: Pierre Graber - 1978–1987: Pierre Aubert - 1988–1993: René Felber - 1994–1999: Flavio Cotti - 1999–2002: Joseph Deiss - 2003–2011: Micheline Calmy-Rey - 2012-2017: Didier Burkhalter - desde 2017:Ignazio Cassis |